# Каталог (торговля)
Каталог (от древнегреческого существительного κατάλογος katálogos „Перечень“, „Список“, от древнегреческого глагола καταλέγειν katalégein „перечислять“, „заносить в список“) — перечень товаров с их описанием. Данные о товаре могут включать  текстовую описательную информацию, значения характеристик, изображения, сведения о классификации, мультимедийную информацию, информацию о ценах и другое в зависимости от назначения и носителя.

## Виды каталогов
По своему назначению каталоги можно условно разделить на 
- каталог продукции (например, одного производителя или одного типа продукции; распространяется среди специалистов, занимающихся проектированием, оптовыми закупками и т.п.)
- рекламный каталог (проспект, буклет; печатное издание, распространяемое в магазине и его окрестностях для привлечения внимания потенциальных покупателей к товару, специальным предложениям, сопутствующим услугам и т.д.)
- почтовый каталог (перечень товаров с их текстовым описанием и фотографиями, применяемый для продажи товаров по почте)
- выставочный каталог (перечень товаров, представленных на выставке, аукционе и т.п.)

## Носители каталогов
- печатное издание;
- CD- или DVD-диск;
- интернет-издание;
- данные в определённом формате, используемые в управлении каталогами